# Andreï Trochev
Andreï Nikolaïevitch Trochev, dit Sedoï (russe : Андрей Николаевич Трошев), né le 5 avril 1962 à Léningrad (Saint-Pétersbourg actuel), est un ancien colonel de l'armée russe et ancien agent du ministère de l'Intérieur russe. Vétéran de la guerre soviéto-afghane, de la seconde guerre de Tchétchénie et de l'intervention militaire russe en Syrie, il reçoit la distinction de héros de la fédération de Russie, le titre honorifique le plus élevé de Russie pour ses services.
Le 14 juillet 2023, Vladimir Poutine annonce qu'il souhaite que Trochev remplace Evgueni Prigojine à la tête du groupe Wagner après la brève rébellion de ce dernier le mois précédent. Après une réunion avec Vladimir Poutine, il est chargé le 29 septembre 2023 de superviser les unités de volontaires en Ukraine.

## Biographie
Andreï Nikolaïevitch Trochev naît le 5 avril 1962 à Léningrad (l'actuel Saint-Pétersbourg). Après avoir obtenu son diplôme d'études secondaires, il étudie à l'École supérieure de commandement de l'artillerie de Léningrad (LVAKU). Après avoir y obtenu son diplôme, il sert dans diverses unités d'artillerie à des postes de commandant et d'officier.
Il participe aux combats en république démocratique d'Afghanistan en tant que commandant d'une batterie d'artillerie automotrice. Pour avoir fait preuve de courage et d'héroïsme dans l'exercice de ses fonctions, il  reçoit à deux reprises l'ordre de l'Étoile rouge. Il est ensuite diplômé de l'Académie militaire d'artillerie Mikhaïlovski (en) de Saint-Pétersbourg.
Après la dissolution de l'URSS, il poursuit sa carrière militaire dans l'armée russe. Il participe à la seconde guerre de Tchétchénie, et reçoit pour ses mérites militaires deux ordres du Courage et une médaille de l'ordre « Pour le mérite de la patrie » au deuxième degré. Il a ensuite servi dans les unités d'artillerie du district militaire de Léningrad.
Après avoir quitté l'armée, il entre au ministère de l'Intérieur. Il a notamment travaillé dans les unités ОМОN et SОBR du ministère pour le district fédéral du Nord-Ouest. Pendant quelque temps, il commande l'unité SOBR de Saint-Pétersbourg. Il est licencié du ministère pour faute (consommation d'alcool). Il est également diplômé de l'Académie russe d’économie nationale et d’administration publique auprès du président de la fédération de Russie (RANEPA). En 2012, il termine sa carrière militaire avec le grade de colonel.
Au début de l'intervention militaire russe en Syrie, Andreï Trochev, alors déjà à la retraite, se rend en Syrie. S'il n'est pas directement impliqué dans les hostilités, il dirige la logistique pour le groupe Wagner depuis Molkine (kraï de Krasnodar, Russie).
D'après certains médias, Andreï Trochev serait une personne instable, dépendante à l'alcool et liée à la mort de plusieurs dizaines (sinon centaines) de soldats de Wagner en février 2018 face à l'armée américaine. Les mêmes informations sont plusieurs fois démenties par différentes sources.
Malgré le grand nombre de morts dans les opérations de recherche et sauvetage (SAR), Andreï Trochev reçoit le titre de héros de la fédération de Russie par un décret émanant de Poutine. Selon certaines sources médiatiques, il aurait été emmené à l'hôpital en plein état d'ébriété, alors qu'il avait sur lui des cartes de renseignement sur la Syrie, de l'argent et d'autres documents confidentiels,. Selon des informations non-vérifiées, après son retour en Russie, il travaille pour le groupe Wagner en tant que chef d'état-major, et dirige également le service de sécurité de Wagner à Molkine, dans le kraï de Krasnodar. Certaines publications le considèrent comme étant le véritable leader du groupe paramilitaire sans pour autant en avoir la certitude.
Andreï Trochev est également engagé dans des causes sociales. Il est le président de la « Ligue pour la protection des intérêts des anciens combattants des guerres locales et des conflits militaires » basée à Saint-Pétersbourg. Il coordonne également certaines opérations liées à Wagner sous la direction d'Evgueni Gulyaev. Il participe également à des événements commémoratifs, notamment ceux consacrés aux anniversaires de la fin de la guerre d'Afghanistan.
Après la rébellion du groupe Wagner et la mort d'Evgueni Prigojine, Vladimir Poutine déclare que le groupe pourrait continuer à exister et à collaborer avec le ministère russe de la Défense sous la direction d'Andreï Trochev,. Après une réunion avec Vladimir Poutine, il est chargé le 29 septembre 2023 de superviser les unités de volontaires en Ukraine.

## Sanctions internationales
Le 13 décembre 2021, Andreï Trochev entre dans la liste commune des personnalités visées par des sanctions par l'Union européenne 

« Directeur exécutif (chef d'état-major) du groupe Wagner, qui opère en Syrie et forme et dirige les forces syriennes. Le groupe Wagner soutient également le régime d'Assad et combat aux côtés des milices affiliées au régime et de l'armée syrienne.
Andreï Trochev participe directement aux opérations militaires du groupe Wagner en Syrie. Il a en particulier participé aux opérations dans la région de Deir ez-Zor. À ce titre, il apporte une contribution déterminante à l'effort de guerre de Bachar el-Assad et soutient donc le régime syrien et en tire avantage »

— Journal officiel de l'Union européenne, Bruxelles, 13 décembre 2021
Le 29 juin 2022, Andreï Trochev est inscrit sur la liste des personnalités russes ou biélorusses visées par des sanctions britanniques en tant que membre de la direction du groupe Wagner.